# Gioco cooperativo
In teoria dei giochi si distingue tra giochi cooperativi e giochi non cooperativi.
Nei giochi cooperativi esiste la possibilità che i giocatori stipulino degli accordi vincolanti, mentre questo non accade nei giochi non cooperativi.

## Introduzione
I giochi a {\displaystyle n}  giocatori hanno una natura diversa rispetto ai giochi a somma nulla (a due giocatori), nei quali gli interessi dei due giocatori sono in opposizione tra loro, in conflitto diretto. Nei giochi a tre o più giocatori può comparire la cooperazione. La decisione (strategia) di un partecipante può essere svantaggiosa per entrambi gli altri giocatori, oppure vantaggiosa per uno e svantaggiosa per l’altro: la possibilità di un "parallelismo" nelle decisioni tra i giocatori conduce alla formazione di coalizioni. La teoria dei giochi cooperativi esamina i giochi in cui i giocatori si accordano per formare coalizioni, ossia per formare uno dei possibili sottoinsiemi costituito da {\displaystyle m} degli {\displaystyle n} partecipanti al gioco.

## Le coalizioni
Il numero di coalizioni possibili costituibili da un insieme {\displaystyle R=\{1,2,\cdots ,n\}} di {\displaystyle n} giocatori è pari a {\displaystyle 2^{n}}. Ai fini pratici una coalizione {\displaystyle G\subseteq R} si considera come un singolo giocatore: i restanti giocatori {\displaystyle R-G} si riuniranno in un'altra coalizione che costituirà la così detta coalizione opposta. Sotto questo punto di vista, assegnata una qualsiasi coalizione {\displaystyle G}, nel gioco si troveranno in lotta due colazioni {\displaystyle G} e {\displaystyle R-G} ed il gioco potrà essere inteso come un gioco antagonista tra due “persone’’. Quando {\displaystyle G=R} il gioco di riduce al un gioco di una persona singola dove le decisioni possibili della coalizione avversa {\displaystyle R-G=\{\varnothing \}} si riducono alla sola ed unica strategia: quella di non fare nulla. Stesso discorso vale qualora si avesse {\displaystyle G=\{\varnothing \}}
Assegnata la coalizione {\displaystyle G}, con {\displaystyle A}, la relativa matrice dei pagamenti e costituita la contro-coalizione {\displaystyle G^{c}=R-G}, con matrice dei pagamenti {\displaystyle B}, il gioco tra i due può dunque essere ricondotto a
- un gioco a somma costante e dunque a somma nulla allorquando {\displaystyle A+B=0} ovvero {\displaystyle B=-A},

- un gioco a somma non costante, cioè a doppia matrice {\displaystyle [A,B]}.

Il valore di una coalizione {\displaystyle v(G)} viene misurato tramite la funzione caratteristica, cioè per mezzo di una funzione {\displaystyle v}  a valori reali definita sull’insieme di tutti i sottoinsiemi {\displaystyle G\subseteq R} tale che
{\displaystyle v(G)} = valore del gioco per la coalizione {\displaystyle G}
Si indichi con {\displaystyle {\mathbf {x} }} e {\displaystyle {\mathbf {y} }} le strategie miste rispettivamente della coalizione {\displaystyle G} e della coalizione opposta {\displaystyle G^{c}}. In sostanza {\displaystyle v(G)} è la vincita minima che la coalizione {\displaystyle G} si assicura mediante la scelta di un’appropriata strategia maximin
{\displaystyle \max _{\mathbf {x} }\min _{j}{\mathbf {x} }\cdot {\mathbf {a} }^{j}=v(G)}
allorquando la coalizione avversa {\displaystyle R-G} fa di tutto per impedirgli di ottenere una vincita superiore a {\displaystyle v(R-G)} minimizzando le proprie perdite mediante la scelta di un’opportuna strategia minimax:
{\displaystyle \min _{\mathbf {y} }\max _{i}{\mathbf {a} }_{i}\cdot {\mathbf {y} }=v(R-G)}
In un gioco a somma non costante il teorema del minimax non sussiste: massimizzare le proprie vincite non è la stessa cosa di minimizzare le vincite dell’avversario in quanto un giocatore dovrebbe ignorare le vincite che potrebbe conseguire (guardando alla matrice {\displaystyle B}) per concentrare tutti i suoi sforzi nel recare il maggior danno al giocatore avversario (guardando cioè alla matrice {\displaystyle A}). Premesso ciò, resta inteso che anche nel caso di giochi a somma non nulla, la liquidazione del gioco può essere intesa come la somma corrispondente al valore di un gioco a somma zero una volta che si ipotizzi che la contro-coalizione {\displaystyle G^{c}} agisca minimizzando la vincita della coalizione {\displaystyle G} in riferimento alla matrice {\displaystyle A}, piuttosto che massimizzando il proprio guadagno in riferimento alla matrice {\displaystyle B}.

## Le imputazioni
La teoria dei giochi cooperativi cerca di rispondere ad una domanda fondamentale: come la vincita o la perdita conseguita da una coalizione venga ripartita, allocata tra i suoi membri.
Le allocazioni possono essere concordate attraverso negoziazioni anteriori alla formazione della coalizione stessa. In merito all’allocazione del risultato del gioco, è ragionevole pensare che nessun membro sarebbe soddisfatto se ricevesse meno di quanto otterrebbe agendo da solo, ossia non aderendo alla coalizione. Indicato con {\displaystyle {\mathbf {a} }=(a_{1},a_{2},\ldots ,a_{n})} il vettore ad n-componenti indicante l’allocazione delle vincite all’interno di una coalizione generica {\displaystyle G} dove {\displaystyle a_{j}} indica l’ammontare che riceverà il giocatore {\displaystyle j} affiliato alla coalizione {\displaystyle G}, von Neumann e Morgenstern (Ref.) caratterizzano il vettore {\displaystyle {\mathbf {a} }} con le due seguenti proprietà (vincoli):
1.{\displaystyle a_{j}\geq v(\{j\})} per ogni {\displaystyle j=1,2,\ldots ,n}
2.{\displaystyle \sum _{j=1}^{n}a_{j}=v(R)}
La proprietà 1. (razionalità individuale) afferma che ogni membro riceve almeno tanto quanto potrebbe ottenere da solo {\displaystyle v(\{j\})}, la proprietà 2. (efficienza) afferma che la vincita che i giocatori possono raggiungere cooperando tutti insieme è {\displaystyle v(R)}: la vincita della grande-coalizione {\displaystyle R} viene interamente suddivisa tra tutti i giocatori.
L'insieme di tutti i vettori che soddisfano le due condizioni sopra introdotte verrà denotato con {\displaystyle A} ed i suoi elementi verranno chiamati imputazioni. L'insieme {\displaystyle A} può essere pensato come un sottoinsieme di uno spazio vettoriale euclideo di dimensione pari a {\displaystyle n} . Il concetto di imputazione di per sé non stabilisce quali imputazioni incentivino i propri membri ad abbandonare la grande-coalizione {\displaystyle R} per costituire coalizioni più piccole {\displaystyle G\subset R}, in particolare quando la funzione caratteristica {\displaystyle v} è super-additiva.

### Gioco non essenziale
Diversamente, se il gioco presenta una funzione caratteristica {\displaystyle v} additiva, {\displaystyle v(G)+v(R-G)=v(R)}, come ad esempio nel caso dei giochi a somma costante o nulla, si dimostra che
{\displaystyle \sum _{j=1}^{n}v(\{j\})=v(R)}
Per i giocatori scegliere di belligerare tutti contro tutti oppure optare di schierarsi con una coalizione è una scelta fondata sulla convenienza, mentre scegliere di cooperare tutti insieme in {\displaystyle R}  condividendo le proprie strategie appare essere una scelta non dettata essenzialmente da una ratio di guadagno.

### Gioco essenziale
Qualsiasi funzione caratteristica {\displaystyle v} super-additiva ammette almeno un’imputazione {\displaystyle {\mathbf {a} }}.
Nella definizione di super-additività: {\displaystyle v(G_{1})+\ldots +v(G_{k})\leq v(G_{1}\cup \ldots \cup G_{k})}, per ogni {\displaystyle G_{i}\cap G_{j}=\varnothing } con {\displaystyle i\neq j} e {\displaystyle G_{1},\ldots ,G_{k}\subseteq R}, è sufficiente considerare {\displaystyle k=n} e scegliere {\displaystyle G_{j}=\{j\}} per ogni {\displaystyle j=1,\ldots ,n} per avere
{\displaystyle \sum _{j=1}^{n}v(\{j\})\leq v(R)}
Definendo per ciascun {\displaystyle j=1,\ldots ,n}
{\displaystyle a_{j}:=v(\{j\})+{{v(R)-\sum _{j=1}^{n}v(\{j\})} \over {n}}}
si può vedere facilmente che {\displaystyle {\mathbf {a} }=(a_{1},a_{2},\ldots ,a_{n})} è un’imputazione, ossia che {\displaystyle a_{j}\geq v(\{j\})} per ogni {\displaystyle j=1,\ldots ,n}
e che {\displaystyle \sum _{j=1}^{n}a_{j}=v(R)}

## La relazione di dominanza tra le imputazioni
Il concetto di imputazione appare troppo ampio per consentire di rispondere deterministicamente alla domanda iniziale: come la vincita viene distribuita tra i propri membri. Ogni qualvolta infatti dovesse risultare per una generica coalizione {\displaystyle G} che
{\displaystyle \sum _{j\in G}a_{j}<v(G)}
allora ai membri di {\displaystyle G} si renderebbe disponibile la quota eccedente {\displaystyle v(G)} - {\displaystyle \sum _{j\in G}a_{j}}. Tale ammontare potrebbe essere ripartito tra i membri di {\displaystyle G} che si troverebbero così dinnanzi ad una seconda imputazione {\displaystyle {\mathbf {b} }=(b_{1},b_{2},\ldots ,b_{n})} più vantaggiosa dell’imputazione precedente {\displaystyle {\mathbf {a} }=(a_{1},a_{2},\ldots ,a_{n})}. In sintesi {\displaystyle {\mathbf {b} }} è preferibile ad {\displaystyle {\mathbf {a} }}.
La nozione di dominanza tra imputazioni viene espressa in termini rigorosi dalla seguente definizione: in riferimento alla medesima funzione caratteristica {\displaystyle v} e rispetto al sottoinsieme {\displaystyle G}  di {\displaystyle R}, un’imputazione {\displaystyle {\mathbf {b} }}  domina l’imputazione {\displaystyle {\mathbf {a} }}  , in simboli {\displaystyle {\mathbf {b} }\succ {\mathbf {a} }}, se:
1. {\displaystyle G\neq \{\varnothing \}}
2. {\displaystyle b_{j}>a_{j}} per ciascun {\displaystyle j\in G}
3. {\displaystyle \sum _{j\in G}b_{j}\leq v(G)}
Rimane pertanto da verificare se effettivamente ogni sottoinsieme {\displaystyle G\subseteq R} riceve almeno tanto quanto garantito dalla cooperazione, formalmente se {\displaystyle \sum _{j\in G}a_{j}\geq v(G)} per qualsiasi scelta di {\displaystyle G}. 

### Enunciato di von Neumann
Data un’imputazione {\displaystyle {\mathbf {a} }=(a_{1},a_{2},\ldots ,a_{n})}  si ha che {\displaystyle \sum _{j\in G}a_{j}\geq v(G)} se, e soltanto se, {\displaystyle {\mathbf {a} }}   non è dominata da alcuna altra imputazione {\displaystyle {\mathbf {b} }}.  
Una formulazione alternativa all’enunciato sopra riportato è la seguente: data un’imputazione {\displaystyle {\mathbf {a} }=(a_{1},a_{2},\ldots ,a_{n})} per la funzione caratteristica {\displaystyle v}, esiste un sottoinsieme qualsiasi {\displaystyle G} di {\displaystyle R} tale che {\displaystyle \sum _{j\in G}a_{j}<v(G)} se, e soltanto se, esiste un’imputazione {\displaystyle {\mathbf {b} }} che domina {\displaystyle {\mathbf {a} }} rispetto a {\displaystyle G}, {\displaystyle {\mathbf {b} }\succ {\mathbf {a} }}.

## La formazione delle sotto-coalizioni
Vediamo ora come i membri della grande-coalizione {\displaystyle R} costituiscano coalizioni più piccole {\displaystyle F\subset R}  rinunciando a cooperare in {\displaystyle R} nel caso in cui la funzione caratteristica {\displaystyle v} sia super-additiva.
L'esistenza di un insieme {\displaystyle F\subset R} per cui si abbia {\displaystyle \sum _{j\in F}a_{j}<v(F)} ha come conseguenza il fatto che alcuni membri di {\displaystyle R}, individuati come elementi di {\displaystyle F}, rilevano che l'imputazione {\displaystyle {\mathbf {a} }} è dominata da un’imputazione {\displaystyle {\mathbf {b} }}. Questi giocatori si distaccheranno dalla grande-coalizione per costituire la coalizione più piccola {\displaystyle F}, i giocatori rimasti in {\displaystyle R} simultaneamente rilevano che {\displaystyle {\mathbf {b} }\succ {\mathbf {a} }} e formeranno la coalizione {\displaystyle R-F}.
Si consideri, ad esempio, l'imputazione
{\displaystyle a_{j}:=v(\{j\})+{{v(R)-\sum _{j=1}^{n}v(\{j\})} \over {n}}} per {\displaystyle j=1,\ldots ,n}
ipotizzato che {\displaystyle \sum _{j\in F}a_{j}<v(F)},  si prenda {\displaystyle 0<\delta =v(F)-\sum _{j\in F}a_{j}}0 < e si consideri {\displaystyle b_{j}=a_{j}+\delta /|F|} per ciascun {\displaystyle j\in F}.
L'allocazione che spetta alla coalizione antagonista risulta quindi essere
{\displaystyle b_{j}=a_{j}+\epsilon } per {\displaystyle j=1,\ldots ,|F^{c}|} dove {\displaystyle \epsilon =v(\{j\})+{{v(R)-v(F)-\sum _{j\in F^{c}}v(\{j\})} \over {|F^{c}|}}\geq 0}
Si constata immediatamente che il vettore {\displaystyle {\mathbf {b} }=(b_{1},b_{2},\ldots ,b_{n})} è un'imputazione: infatti {\displaystyle b_{j}\geq v(\{j\})} per ogni {\displaystyle j=1,\ldots ,n} e {\displaystyle \sum _{j=1}^{n}b_{j}=v(R)} poiché
{\displaystyle \sum _{j=1}^{n}b_{j}=\sum _{j\in F}b_{j}+\sum _{j\in F^{c}}b_{j}=\sum _{j\in F}a_{j}+|F|\cdot \delta +\sum _{j\in F^{c}}v(\{j\})+|F^{c}|\cdot \epsilon =v(R)}
Infine, poiché risulta {\displaystyle b_{j}>a_{j}} per ciascun {\displaystyle j\in R} {\displaystyle \sum _{j\in F}b_{j}\leq v(F)} si può concludere che {\displaystyle {\mathbf {b} }\succ {\mathbf {a} }}.

## Soluzioni nel senso di Von Neumann-Morgenstern
Tramite il concetto di imputazione e di dominanza Von Neumann e Morgenstern definirono la soluzione di un gioco ad n-persone come quell’insieme {\displaystyle L} di imputazioni che gode delle due seguenti proprietà:
1. per ciascuna imputazione {\displaystyle (a_{1},a_{2},\ldots ,a_{n})\not \in L}  esiste un’imputazione {\displaystyle {\mathbf {b} }=(b_{1},b_{2},\ldots ,b_{n})\in L} che domina {\displaystyle (a_{1},a_{2},\ldots ,a_{n})},  {\displaystyle {\mathbf {b} }\succ {\mathbf {a} }};
2. nessuna coppia di imputazioni di {\displaystyle L} domina l’una sull’altra.
In letteratura ci si riferisce alle due proprietà come a condizioni di stabilità per l'insieme {\displaystyle L} delle soluzioni: in sostanza le imputazioni che costituiscono equilibri stabili per i giocatori sono soluzioni del gioco.
Il concetto di soluzione nel senso di von Neumann non cattura un'unica e ben specifica imputazione del gioco: in generale l'insieme {\displaystyle L}  delle soluzioni possibili è costituito da numerose imputazioni.
La situazione in cui la somma dell’ammontare ricevuto da ogni membro di {\displaystyle G} è non inferiore alla liquidazione che la coalizione riceve per sé condusse ad approfondire il concetto di nucleo, ossia l’insieme delle imputazioni non dominate.

## Il nucleo del gioco
Le imputazioni soddisfacenti al vincolo {\displaystyle \sum _{j\in G}a_{j}\geq v(G)} si dicono costituire il nucleo (core) dell’insieme delle imputazioni {\displaystyle A}:
{\displaystyle U=\{{\mathbf {a} }\in A:\sum _{j\in G}a_{j}\geq v(G)\forall G\subseteq R\}}
Il nucleo per il momento non sembra essere ancora in grado di "catturare" la o le soluzioni dei giochi cooperativi, piuttosto costituirebbe un metodo per scartare le imputazioni che generebbero conflitti all’interno della grande coalizione {\displaystyle R}.
Un nucleo non vuoto indica semplicemente quali imputazioni non si devono scegliere: quelle che non risiedono nel nucleo. In generale può tuttavia accadere che il nucleo sia vuoto {\displaystyle U=\{\varnothing \}} (come ad esempio nei giochi a somma costante) oppure che le imputazioni del nucleo siano ancora in numero elevato.
Il nucleo è il concetto chiave attraverso il quale analizzare i giochi cooperativi: giochi in cui i giocatori non hanno motivo di separarsi in coalizioni antagoniste, ma la strategia ottimale è cooperare tutti insieme. La matematica sovietica Olga Bondareva fornì condizioni necessarie e sufficienti affinché il nucleo di un gioco cooperativo sia non vuoto.